# Вурманкаси (Аліковський район)
Вурманка́си (рос. Вурманкасы, чув. Вăрманкас) — присілок у Чувашії Російської Федерації, у складі Єфремкасинського сільського поселення Аліковського району.
Населення — 124 особи (2010; 144 в 2002, 218 в 1979, 316 в 1939, 295 в 1926, 549 в 1906, 432 в 1858).
Національний склад (на 2002 рік):
- чуваші — 100 %

## Історія
Засновано вихідцями із села Воскресенське (нині Яндоба). До початку 20 століття складалось з двох частин: околотки сіл Яндоба та Караєво. До 1866 року селяни мали статус державних, займались землеробством, тваринництвом. 1911 року відкрито церковнопарафіяльна школа. На початку 20 століття діяв вітряк. 1933 року створено колгосп «імені Сталіна». До 1927 року присілок входив до складу Яндобинської та Асакасинської волостей Ядринського повіту, з переходом на райони 1927 року — спочатку у складі Аліковського, у період 1962–1965 років — у складі Вурнарського, після чого знову переданий до складу Аліковського району.

## Господарство
У присілку діють спортивний майданчик та магазин.